# Ocupación rusa del óblast de Poltava
La ocupación rusa del óblast de Poltava, denominada por el gobierno ruso como «Administración Civil-Militar de Poltava», fue una ocupación militar, que comenzó el 1 de marzo de 2022, después de que las fuerzas rusas invadieran Ucrania y comenzaran a capturar y ocupar partes del óblast de Poltava.
La capital del óblast, Poltava, nunca llegó a ser capturada por las fuerzas rusas, pero si sufrió grandes bombardeos por la artillería rusa (Bombardeo de Poltava), sin embargo, otras ciudades si cayeron bajo control ruso, incluidas Pirky, Kotelva, Zinkiv o Hadiach. El 15 de marzo de 2022, las fuerzas rusas abandonaron el óblast y pusieron fin a su ocupación militar.

## Ocupación

### Ocupación Rusa
El 3 de marzo de 2022, una columna mixta rusa de hasta 15 vehículos armados y 250 soldados se adentraban en el óblast de Poltava, después de enfrentarse a los pocos soldados ucranianos que había en la zona, consiguieron capturar y asediar las primeras ciudades.

#### Poltava (capital del óblast)
El 3 de marzo de 2022, pese a que la ciudad de Poltava no llegó a ser capturada por las fuerzas rusas, si que se reportaron explosiones cerca de la ciudad después de que algunos pequeños pueblos fueran ocupados al norte del óblast.

#### Hadiach
El 4 de marzo de 2022, la ciudad de Hadiach cayó bajo ocupación rusa (batalla de Hadiach), el mismo día más tarde de la entrada de las fuerzas rusas a la ciudad, declaraciones civiles afirmaban que continuaba el llamado "Safari de Hadiach" donde los cazadores ucranianos no sólo 'cazaban' con fusiles a las tropas rusas, sino que también se apoderan de ametralladoras, vehículos blindados y tanques que dejaban las tropas rusas tras su retirada.

#### Zinkiv
El 2 de marzo de 2022, la ciudad de Zinkiv cayó bajo ocupación rusa (batalla de Zinkiv), donde se argumenta que el ejército ruso perdió gran parte de su convoy que se dirigía hacía Poltava debido a los sabotajes y encerronas que hacían las milicias partisanas dentro de la ciudad, lo cual finalmente ayudó a que las fuerzas rusas no avanzaran más hacía la capital del óblast.

### Establecimiento del Cuartel militar
Debido a la corta ocupación del óblast no se logró establecer ningún cuartel general militar, sino que se usó el establecido en el óblast de Sumy.

### Retirada de Rusia
El 10 de marzo de 2022 comenzó una contraofensiva independiente que puso fin al control ruso sobre muchas localidades en el óblast. Después de los combates, Rusia comenzó a retirar tropas del este de Ucrania, incluido el raión de Poltava y las fuerzas ucranianas comenzaron a recuperar muchos asentamientos en el óblast, hasta que el 1 de abril, los funcionarios y locales ucranianos del óblast afirmaron que las fuerzas rusas abandonaron completamente el óblast de Poltava para su redespliegue en el Dombás y en Ucrania meridional.

### Recapturación del óblast
Después de que las fuerzas rusas se retiraran, las fuerzas ucranianas comenzaron operaciones de desminado en el óblast de Poltava.
El 2 de abril de 2022, Dmitri Lunin, gobernador del óblast de Poltava, afirmó que todas las tropas rusas habían abandonado la región, pero que aún era inseguro debido al equipo militar y otras municiones que las tropas rusas habían dejado tras su retirada.
Las fuerzas rusas durante la Guerra de Ucrania aún siguen bombardeando pequeñas ciudades y pueblos en el óblast debido a la existencia de almacenes de armamento ucraniano y fortificaciones en la zona.

## Control de ciudades
| Nombre               | Población           | Raión               | Capturación y recapturación                                                                |
| Raión de Kremenchuk  | Raión de Kremenchuk | Raión de Kremenchuk | Raión de Kremenchuk                                                                        |
| -------------------- | ------------------- | ------------------- | ------------------------------------------------------------------------------------------ |
| Hlobyne              | 8.955               | Kremenchuk          | Sin capturar.                                                                              |
| Horishni Plavni      | 49.854              | Kremenchuk          | Sin capturar.                                                                              |
| Kremenchuk (capital) | 73.046              | Kremenchuk          | Sin capturar.                                                                              |
| Raión de Lubní       |                     |                     |                                                                                            |
| Hrebinka             | 10.541              | Lubní               | Sin capturar.                                                                              |
| Khorol               | 12.540              | Lubní               | Sin capturar.                                                                              |
| Lubní (capital)      | 44.595              | Lubní               | Sin capturar.                                                                              |
| Orzhitsia            | 3.378               | Lubní               | Sin capturar.                                                                              |
| Piriatin             | 15.111              | Lubní               | Sin capturar.                                                                              |
| Raión de Mýrhorod    |                     |                     |                                                                                            |
| Hadiach              | 22.851              | Mýrhorod            | Capturado por Rusia el 4 de marzo de 2022. Recapturado por Ucrania el 4 de marzo de 2022.  |
| Lójvitsia            | 11.119              | Mýrhorod            | Sin capturar.                                                                              |
| Myrhorod (capital)   | 42.700              | Mýrhorod            | Sin capturar.                                                                              |
| Shyshaky             | 4.242               | Mýrhorod            | Sin capturar.                                                                              |
| Velyki Sorochyntsi   | 3.809               | Mýrhorod            | Sin capturar.                                                                              |
| Zavodske             | 7.712               | Mýrhorod            | Sin capturar.                                                                              |
| Raión de Poltava     |                     |                     |                                                                                            |
| Chutove              | 6.024               | Poltava             | Sin capturar.                                                                              |
| Dykanka              | 7.427               | Poltava             | Sin capturar.                                                                              |
| Karlivka             | 14.045              | Poltava             | Sin capturar.                                                                              |
| Kobeliaky            | 9.465               | Poltava             | Sin capturar.                                                                              |
| Kotelva              | 11.778              | Poltava             | Capturado por Rusia el 8 de marzo de 2022. Recapturado por Ucrania el 10 de marzo de 2022. |
| Novi Sanzhary        | 7.902               | Poltava             | Sin capturar.                                                                              |
| Opishnia             | 5.111               | Poltava             | Sin capturar.                                                                              |
| Pirky                | 703                 | Poltava             | Capturado por Rusia el 1 de marzo de 2022. Recapturado por Ucrania el 14 de marzo de 2022. |
| Poltava (capital)    | 287.135             | Poltava             | Sin capturar.                                                                              |
| Reshetilivka         | 9.021               | Poltava             | Sin capturar.                                                                              |
| Rozsoshentsi         | 6.731               | Poltava             | Sin capturar.                                                                              |
| Zinkiv               | 9.168               | Poltava             | Capturado por Rusia el 2 de marzo de 2022. Recapturado por Ucrania el 12 de marzo de 2022. |